# John Martyn (musicien)
Pour les articles homonymes, voir John Martyn.
John Martyn, de son vrai nom Iain David McGeachy, né le 11 septembre 1948 à New Malden et décédé le 29 janvier 2009 à Kingston upon Thames, était un musicien et auteur-compositeur-interprète britannique de folk rock. En quarante ans de carrière, il a publié vingt albums studio, en travaillant avec des artistes tels que Eric Clapton et Phil Collins.

## Biographie

### Jeunesse
John Martyn est né à New Malden, Londres, Angleterre. Ses parents, chanteurs d'opéra tous les deux, ont divorcé quand il avait cinq ans. Il a passé de ce fait son enfance entre Angleterre et Écosse. Élevé surtout par sa grand-mère, à Glasgow, il a étudié à la Shawlands Academy.

### Les années 1960 et les collaborations avec Beverley Martyn
Avec pour mentor Hamish Imlach, Martyn a commencé sa carrière musicale professionnelle à l'âge de dix-sept ans, en jouant un mélange de blues et de folk, dans un style unique, qui l'a fait connaitre sur la scène londonienne, au milieu des années 1960. Il a signé en 1967 avec le label Island Records de Chris Blackwell et a publié son premier album London Conversation (en), l'année suivante.
Ce premier album a bientôt été suivi par The Tumbler (en), orienté vers le jazz. En 1970, Martyn a développé un son original, idiosyncrasique, en utilisant une guitare acoustique avec fuzzbox, phase-shifter et echoplex. Ce son est apparu sur Stormbringer! (en), en 1970, album écrit et interprété par John et Beverley Martyn, alors son épouse. Un second album les a réunis la même année: The Road to Ruin (en). Cependant, le label Island Records a jugé plus judicieux de séparer le duo. Les albums suivants ont été des albums solos dans lesquels Beverley a fait encore des apparitions, mais elle s'est consacrée, elle aussi, à partir de ce moment, à une carrière personnelle.

### Les années 1970
En 1973, Martyn a réalisé un des albums majeurs de la décennie, en Grande-Bretagne: Solid Air. Dans la chanson titre, il a rendu hommage à son ami, chanteur-compositeur, Nick Drake, qui mourra en 1974. Sur cet album, comme sur celui qui l'a précédé, Bless the Weather (en), Martyn a collaboré avec le bassiste de jazz Danny Thompson. Cette association musicale fructueuse durera jusqu'à sa mort. Il a aussi développé un nouveau style vocal, proche du timbre du saxophone ténor.
Après le succès commercial de Solid Air, Martyn a enregistré une œuvre expérimentale, Inside out (en), avec accentuation du toucher et improvisation, plutôt que de s'occuper de la structure de la chanson. En 1974, il poursuit son travail avec Sunday's Child (en). En septembre de l'année suivante, il publie Live at Leeds, enregistrement d'un concert où il a pour partenaire Danny Thompson à la basse et John Stevens à la batterie. En 2010, deux CD de cette prestation sont à nouveau sortis.
Après le concert de Leeds, John Martyn prend une année sabbatique qu'il consacre à visiter la Jamaïque et rencontrer le célèbre producteur de reggae Lee "Scratch" Perry.
En 1977 paraît l'album One World. Les critiques décrivent alors Martyn comme le père du Trip-Hop. On trouve sur cet album les chansons Small Hours et Big Muff, écrites en collaboration avec Lee "Scratch" Perry. One World est célèbre pour avoir été enregistré à l'extérieur. Des sons naturels tels que ceux d'un lac proche font partie de l'ambiance musicale.

### Les années 1980
À la fin des années 1970, l'addiction de Martyn à l'alcool et aux drogues brise son ménage. Cette période, qualifiée de très sombre par Martyn lui-même, inspire l'album Grace and Danger (en). Sa sortie en octobre 1980 avait été retardée d'une année par Chris Blackwell. Proche ami de John et Beverley, il trouvait l'album dérangeant. Après une pression soutenue de Martyn, Blackwell consentit à le publier. À propos de cette période, Martyn a affirmé : « J'étais dans un état émotif épouvantable. Je contrôlais à peine mes propres actions. Grace and Danger (en) était très cathartique et il m'a vraiment fait mal. »
À la fin des années 1980, Martyn citait Grace and Danger (en) comme son album favori et disait que c'était sûrement son œuvre la plus autobiographique. En 2007, l'album est ressorti remastérisé. Phil Collins a joué des percussions et a participé aux chœurs sur Grace and Danger (en), puis, par la suite, sur Glorious Fool (en) (1981).
John Martyn quitte Island Records en 1981 et enregistre Glorious Fool (en) et Well Kept Secret (en) chez WEA, un label qui a l'intention de lui apporter le succès et de le placer dans le Top 30. Au moment de sa sortie, Glorious Fool (en) a été considéré par les fans comme un retour au son qu'employait Martyn dans les années 1970 pour les satisfaire, mais le temps l'a révélé comme une œuvre plus importante qu'elle n'a paru alors, avec des compositions très fines. Well Kept Secret (en)(1982) est moins original, même s'il fut son plus gros succès en arrivant dans le Top 30 britannique. Un live sort en 1983 : Philentropy.
De retour à Island Records, Martyn enregistre Sapphire (en) (1984), Piece by Piece (en) (1986) et le live Foundations (1987), avant que le label ne le laisse tomber (1988).

### Les années 1990 et 2000
Martyn sort les albums The Apprentice en 1990 et Cooltide (en) en 1991 pour Permanent Records, puis ré-enregistre ses classiques dans No Little Boy (1993). Un projet similaire Couldn't Love You More, paru en 1992, avait été désavoué et refusé par John Martyn. Le hip-hop est présent dans And (1996) et davantage encore dans Glasgow Walker (en) (2000). The Church with One Bell (en) (1998) est un album de reprises où John Martyn interprète en autres, des titres de Portishead ou Ben Harper.
En 2001, John Martyn intervient sur Deliver me du DJ Sister Bliss.

Un documentaire le concernant Johnny too bad passe à la BBC en 2006. Il a été tourné au moment où Martyn a dû se faire amputer la jambe droite (résultat d'un mauvais kyste) et où il écrivait l'album On the Cobbles (en) (2004). Un retour à l'acoustique.

John Martyn a continué à écrire et à collaborer avec plusieurs artistes jusqu'à sa mort. Il vivait alors entre Glasgow et Thomastown, Kilkenny en Irlande. Il a enregistré une ballade intitulée Really Gone avec le groupe irlandais Ultan John (novembre 2006).

Le 4 février 2008, Martyn a reçu le Lifetime Achievement Award au cours des BBC Radio 2 Folk Awards. Le prix était remis par son ami Phil Collins. À cette occasion, accompagné par la mandoline de John Paul Jones, il a interprété Over the Hill et May you never.

Pour marquer le soixantième anniversaire de Martyn, Island a sorti un quadruple album Ain't no Saint, le 1er septembre 2008. Cette œuvre comprend des lives et des chansons jamais éditées, le tout rassemblé par son ami John Hillarby. En 2009, John Martyn est nommé dans l'Ordre de l'Empire Britannique.

### Décès
La mort de John Martyn a été annoncée sur son site web, le 29 janvier 2009. Son décès, dans un hôpital en Irlande, a été provoqué par une double pneumonie.

### Discographie

#### Albums studio
- London Conversation (octobre 1967)
- The Tumbler (décembre 1968)
- Stormbringer! (février 1970) (avec Beverley Martyn)
- The Road to Ruin (novembre 1970) (avec Beverley Martyn)
- Bless the Weather (novembre 1971)
- Solid Air (février 1973)
- Inside Out (octobre 1973)
- Sunday's Child (janvier 1975)
- One World (novembre 1977)
- Grace and Danger (octobre 1980)
- Glorious Fool (septembre 1981)
- Well Kept Secret (août 1982)
- Sapphire (novembre 1984)
- Piece by Piece (en) (février 1986)
- The Apprentice (mars 1990)
- Cooltide (novembre 1991)
- And (août 1996)
- The Church with One Bell (mars 1998)
- Glasgow Walker (mai 2000)
- On the Cobbles (avril 2004)
- Heaven and Earth (mai 2011) lien vers la page wikipedia en anglais
- The Island Years (Limited Edition Box) (septembre 2013) Coffret contenant 17 CD (dont deux live inédits) + 1 DVD.

#### Autre
- Live at Leeds (septembre 1975)
- So Far So Good (1977)
- Philentropy (novembre 1983) (live)
- Foundations (octobre 1987) (live)
- BBC Radio 1 Live In Concert (1992)
- Couldn't Love You More (octobre 1992)
- No Little Boy (juillet 1993)
- Sweet Little Mysteries: The Island Anthology (1994)
- Live (1994)
- In Session (1996)
- Serendipity — An Introduction To John Martyn (1998) (compilation)
- Germany - John Martyn & Danny Thompson (2001). Live 1986
- The Brewery Arts Centre, Kendal 1986 - John Martyn, Danny Thompson & Arram Ahmut (2001). Live 1986
- Live At The Town And Country Club 1986 (2001)
- Live At The Bottom Line, New York 1983 (2001)
- Live In Milan 1979 (2002)
- Solid Air - Classics Re-visited (2002)
- Late Night John (2004) (compilation)
- And Live (2006)
- On air (2006) (Radio Bremen’s recording -live 1975)
- The Battle of Medway: 17 july 1973 (live) (2007)
- Anthology (2007)
- BBC Live In Concert (2007) (live 1971, 1977 & 1981)
- Live At The Roundhouse (2007)
- The Simmer Dim (2008) (live in club 1980)
- The July Wakes (2008) (live in festival 1976)
- Ain't No Saint (2008) Anthologie des 40 ans de carrière (avec plusieurs inédits)
- May You Never — The Very Best Of (2009)

#### DVD
- Foundations: Live at The Town and Country Club (1988)
- The Apprentice Tour (avec David Gilmour) (1991)
- Tell Them I’m Somebody Else (2000)
- Live in London (2000 et 2001 avec le CD gravé au dos) (enregistré en 1986)
- Live in Dublin (avec Danny Thompson) (2005)
- John Martyn at the BBC (2006)
- Live At The Roundhouse (2007)
- Empty Ceiling (2007) (enregistré en 1986)
- The Man Upstairs (2008)
- One Wordl...One John (2012)